# Fetu'u Vainikolo
Fetu'u Moana Vainikolo (Tofoa, 30 de enero de 1985) es un exjugador de rugby tongano que jugaba en la posición de wing. Era parte de la selección de rugby de Tonga.

## Primeros años
Nacido en Tonga, la familia de Vainikolo se trasladó a Nueva Zelanda en 1997 a los doce años de edad. Jugó en los equipos de rugby propios de la edad en Auckland antes de trasladarse al Wellsford en Northland el año 2007.

## Carrera

### Clubes
Hizo un explosivo debut en la 2007 Air New Zealand Cup, logrando cinco ensayos en diez partidos, lo que le sirvieron para obtener un contrato para el Super Rugby. Repitió la hazaña con otros cinco ensayos en 2008.
Representó a los Highlanders en la competición de Super 14 entre 2008 y 2010. En la temporada 2011–12, Vainikolo se trasladó a Galway para unirse al equipo provincial de rugby irlandés Connacht Rugby.
Dejó el equipo al cumplirse los dos años del contrato en el verano de 2013 para unirse al equipo de la Aviva Premiership inglesa los Exeter Chiefs en un trato de dos años. Después, Vanikolo firmó con el equipo del Top 14 francés Oyonnax.

### Internacional
Fue escogido para el equipo tongano que participó en la Copa Mundial de Rugby de 2011, y debutó con la selección tongana en un partido contra Fiyi en Lautoka, el 13 de agosto de 2011.
Salió de titular en el partido frente a Canadá, que quedó en una derrota tongana 25–20, su segunda aparición vino frente a Japón en el que izo el tercer ensayo de Tonga en una victoria 31–18.
Participó en la Pacific Nations Cup 2012.
También lo hizo en la Pacific Nations Cup 2013, habiendo logrado dos ensayos en el primer partido, en que Tonga derrotó a Japón 27–17 el 25 de mayo de 2013.
Seleccionado para jugar con Tonga la Copa Mundial de Rugby de 2015, salió de titular en el primer partido contra Georgia y logró un ensayo en la segunda parte, lo que no evitó la derrota de su equipo 10-17.